# Karo La
Der Karo La ist ein Hochpass in der Lhagoi-Kangri-Kette des nördlichen Himalaya an der Grenze der Kreise Nagarzê und Gyangzê im Autonomen Gebiet Tibet. 
Der westliche Anstieg folgt dem Ngungtan, in Richtung Osten verläuft der Anstieg vom Yamdrok Yumtso dem Tal des Kalurong. Direkt nördlich der in einigen Quellen auch als „Karu La“ oder „Karuo La“ bezeichneten Passhöhe befindet sich der Karo-La-Gletscher des Noijinkangsang, südlich des Passes erhebt sich der nur schwach vergletscherte Jitan Zhoma (6.004 m).
Die über den Pass führende Provinzstraße 307, welche als Southern Friendship Highway bezeichnet wird, ist besonders bei Touristen beliebt, für welche auf dem Plateau einige Teehäuser und Toiletten errichtet wurden. Für die religiöse Bedeutung sprechen neben den Gebetsfahnen auch ein nördlich der Straße errichteter Chörten und diverse Mani-Steine.